# 阿克斗卡區 (巴甫洛達爾州)
52°42′00″N 75°28′48″E / 52.70000°N 75.48000°E

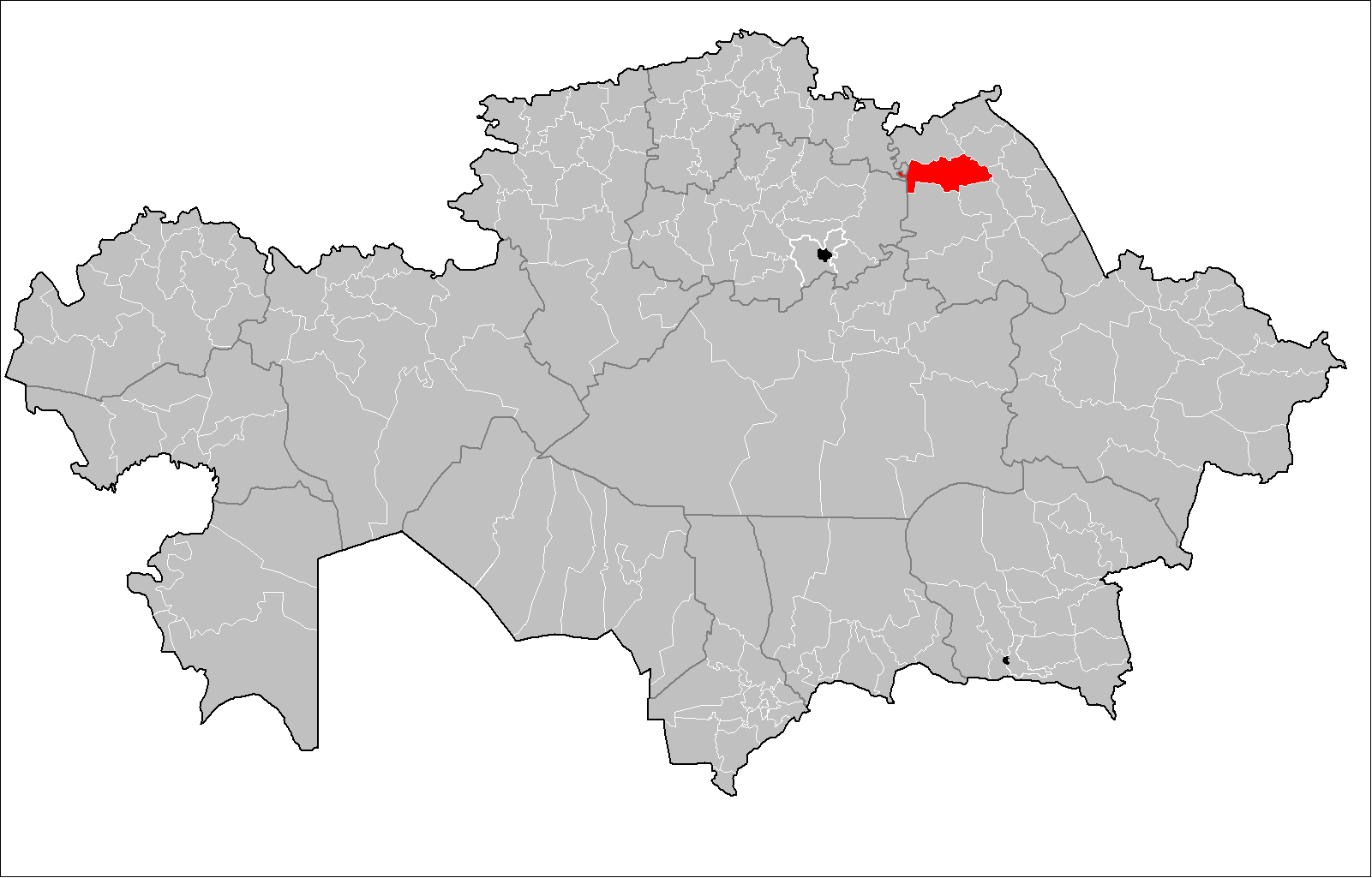

阿克斗卡區是哈薩克斯坦的行政區，位於該國東北部，由巴甫洛達爾州負責管轄，首府設於阿克斗卡，始建於1938年，面積9,800平方公里，2013年人口13,735。